# Kościół katolicki obrządku bizantyjsko-rosyjskiego

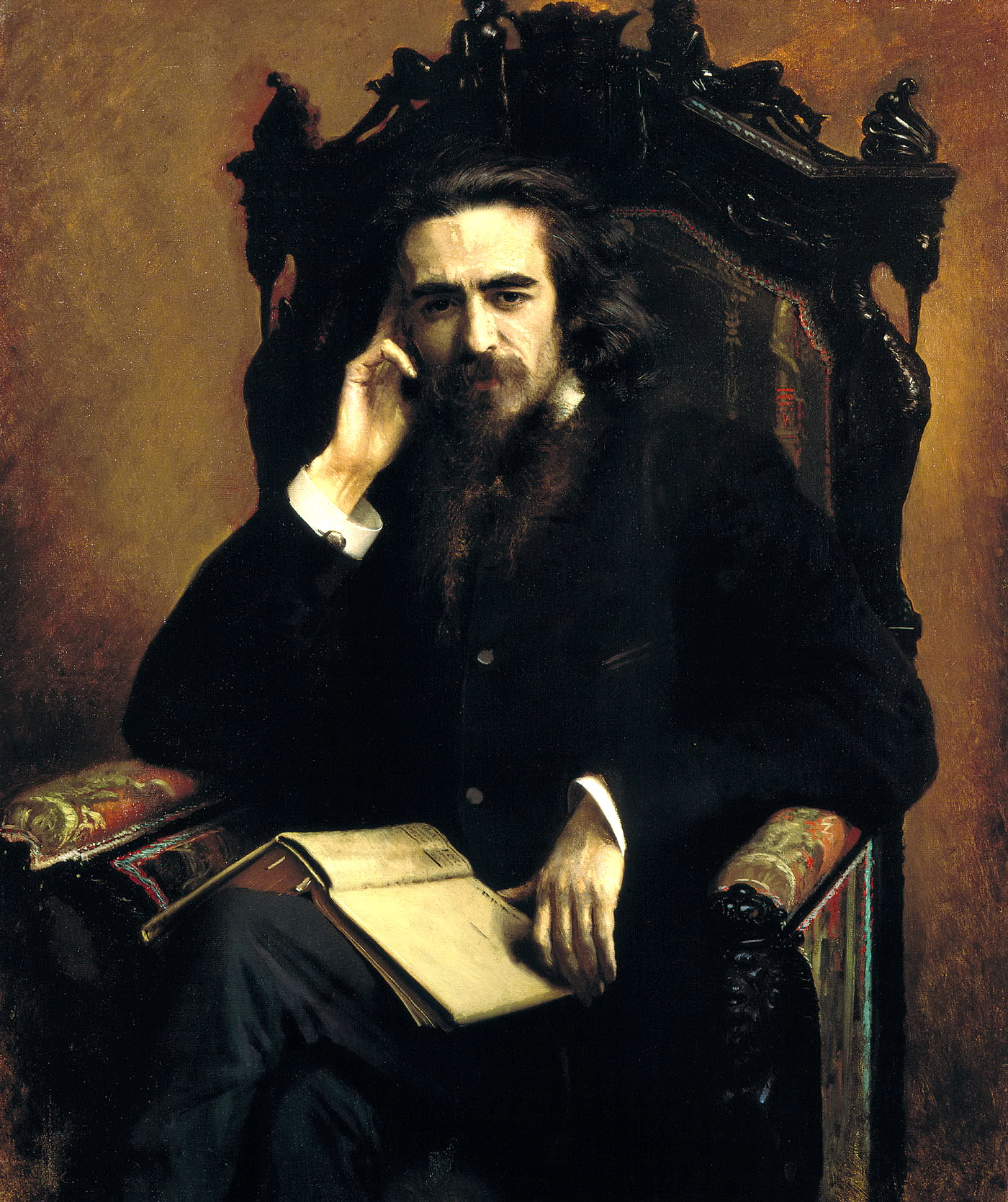
Filozofia Władimira Sołowiowa miała istotny wpływ na powstanie Kościoła katolickiego obrządku bizantyjsko-rosyjskiego

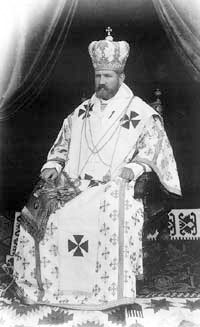
Metropolita Andrzej Szeptycki żywo interesował się rozwojem rosyjskiego kościoła katolickiego

Kościół katolicki obrządku bizantyjsko-rosyjskiego, Rosyjski Kościół katolicki, Rosyjska Cerkiew Greckokatolicka (ros. Российская византийская католическая церковь) – jeden z Kościołów unickich sui iuris, istniejący od 1905. Obecnie Kościół ten, z racji niewielkiej liczby wiernych, posiada jedynie ordynariusza, którym jest biskup Joseph Werth. W parafiach bizantyjsko-rosyjskich służą księża birytualiści lub księża należący do innych Kościołów katolickich obrządku bizantyjskiego.

## Historia

### Początki
Powstanie Kościoła katolickiego obrządku bizantyjsko-rosyjskiego jest związane z postacią poety i filozofa Władimira Sołowjowa, zwolennika unii prawosławia z Kościołem rzymskokatolickim i zwierzchności papieskiej nad całym chrześcijaństwem. Sołowiow propagował ideę jedności Kościołów twierdząc zarazem, że podział między prawosławiem i katolicyzmem jest sztuczny i wynika przede wszystkim z narosłych przez stulecia przyczyn politycznych. Jego poglądy wywołały żywy odzew głównie w środowiskach inteligenckich.
Formalne zawarcie unii z Kościołem katolickim, które nastąpiło w 1905, było możliwe dzięki działalności księcia Piotra Wołkońskiego i jego żony Elżbiety oraz Natalii Uszakowej, którzy zorganizowali pierwszą kaplicę w Sankt Petersburgu, w której pracę podjęli księża Iwan Deubner, Aleksandr Zierczaninow oraz Jewstachij Susalew (staroobrzędowiec). Rodzina Władimira i Anny Abrikosow założyła z kolei pierwszą kaplicę w Moskwie. 22 maja 1908 ks. Zierczaninow został formalnym kierownikiem duchowym wszystkich rosyjskich katolików obrządku bizantyjskiego. Sekretariat Stanu specjalnym pismem nakazywał mu strzec przestrzegania w Kościele katolickim obrządku bizantyjsko-rosyjskiego czystości rytu bizantyjskiego (w wariancie rosyjskim, tzw. synodalnym), bez mieszania go z elementami obrządku łacińskiego. Podobne zalecenia przekazał Natalii Uszakowej papież Pius X w czasie prywatnej audiencji. Papież użył wówczas formuły łacińskiej nec plus, nec minus, nec aliter (nie więcej, nie mniej, nie inaczej), która do dziś jest zasadą katolików obrządku bizantyjsko-rosyjskiego w odniesieniu do obrzędowości.

### Rozwój Kościoła do 1923
Kościół odprawił pierwsze publiczne nabożeństwo w Wielkanoc 1909, wysyłając po nim telegram z pozdrowieniami do rodziny carskiej. Dwór rosyjski pozytywnie ustosunkował się do faktu powstania Kościoła, chociaż formalnie prawo rosyjskie nie zezwalało na działanie na terenie Imperium Rosyjskiego związków wyznaniowych zachowujących obrządek wschodni i będących w związku z Rzymem (Kościół unicki w Imperium Rosyjskim został zlikwidowany w 1875). Ilość wiernych rosła, w 1912 powstała nowa, większa kaplica, zaś w 1911 premier Piotr Stołypin ostatecznie uznał legalność Kościoła. Mimo tego jego wyznawcy stawali się okazjonalnie obiektem prześladowań ze strony Ochrany, zwłaszcza działający wśród nich staroobrzędowcy. Ze względu na ich silną obecność Kościół od początku posługiwał się dwoma rytami – liturgią ustaloną po reformach patriarchy Nikona w XVI w. oraz obowiązującą wcześniej. Rosyjscy katolicy obrządku bizantyjskiego założyli również w maju 1917 pierwszą żeńską wspólnotę zakonną, na czele której stanęła pod imieniem matki Katarzyny Anna Abrikosowa. Jej mąż został wcześniej wyświęcony na kapłana, by móc wesprzeć rosnącą moskiewską grupę wiernych.
W drugiej dekadzie XX wieku Kościołem katolickim obrządku bizantyjsko-rosyjskiego zainteresował się metropolita Kościoła katolickiego obrządku bizantyjsko-ukraińskiego Andrzej Szeptycki, który planował pomóc w przygotowywaniu kadr duchownych dla katolików rosyjskich. Pomógł w kształceniu Leonida Fiodorowa, młodego zwolennika filozofii Sołowiowa, który w 1913 na stałe wrócił do Petersburga, gdzie miał organizować misyjne działania Kościoła. Został jednak zatrzymany przez carską policję za kontakty z Szeptyckim i zesłany do Tobolska, gdzie przebywał do marca 1917. W tym czasie zorganizowały się nowe grupy wiernych Kościoła w Saratowie, Niżnej Bogdanowce oraz na terenie Gruzji.
Po rewolucji lutowej i uchwaleniu przez Rząd Tymczasowy pełnej swobody wyznaniowej rosyjscy katolicy obrządku bizantyjskiego podjęli dalsze działania na rzecz zakończenia procesu tworzenia struktur administracyjnych Kościoła. W dniach 29-31 maja 1917 z udziałem metropolity Andrzeja Szeptyckiego odbył się pierwszy synod, który uchwalił 68-punktowy kanon zasad działania Kościoła i mianował Leonida Fiodorowa jego egzarchą.

### Prześladowania ze strony władz ZSRR
Swobodny rozwój Kościoła katolickiego obrządku bizantyjsko-rosyjskiego trwał do stycznia 1923, kiedy egzarcha Fiodorow został aresztowany, osądzony jako kontrrewolucjonista i został skazany na 10 lat więzienia. Podobny los spotkał wielu innych księży, którzy w obozie starali się w miarę możliwości organizować życie religijne (czasowo otrzymali nawet prawo korzystania z kaplicy św. Hermana w dawnych zabudowaniach klasztornych na Wyspach Sołowieckich). Egzarcha Leonid Fiodorow, wypuszczony z więzienia po zakończeniu wyroku, zmarł trzy lata później w Wiatce. Mimo tego władze radzieckie w Moskwie zgodziły się na działanie objętej ścisłym nadzorem jednej parafii, która istniała do 1931. Arcybiskup Bartłomiej (Riemow) organizował również podziemny monaster św. Piotra, istniejący do 1935, kiedy został wykryty, jego przełożony skazany na karę śmierci, zaś mnisi na więzienie. W listopadzie 1923 aresztowane zostały również siostry ze wspólnoty matki Katarzyny razem z nią samą. Nieliczne pozostałe na wolności zakonnice kontynuowały działalność w podziemiu. W 1937 w masowych egzekucjach stracono większość więzionych do tej pory w obozach duchownych rosyjskiego Kościoła katolickiego, podobnie zresztą jak duchownych innych wyznań.
W tym samym czasie trwała emigracja wiernych i duchownych Kościoła, którzy zdołali opuścić ZSRR. W 1928 powstał za ich sprawą drugi egzarchat w Harbinie w Chinach, a także silne ośrodki w Stambule, Paryżu, Brukseli, Berlinie, Monachium, Wiedniu, Rzymie, Buenos Aires, São Paulo, Londynie, Nowym Jorku, San Francisco, Los Angeles, Melbourne i Montrealu. Osoby związane z Kościołem były aktywne w rosyjskich kołach emigracyjnych także niezwiązanych z nim bezpośrednio. W 1927 powstało Russicum – emigracyjne seminarium duchowne dla przyszłych duchownych Kościoła katolickiego obrządku bizantyjsko-rosyjskiego. Nowym egzarchą Kościoła został natomiast brat Andrzeja Szeptyckiego, Klemens (Kliment), zmarły w 1951 w więzieniu stalinowskim. W 1936 ordynariuszem Kościoła został biskup Aleksandr Jewreinow, a po jego śmierci w 1958 – biskup Andriej Katkow. Piastował on to stanowisko do 1996.

### Odbudowa struktur kościelnych po 1991
Po 1991 rozpoczęła się ostrożna odbudowa struktur kościelnych rosyjskich katolików obrządku bizantyjskiego. W 2005 w Rosji było sześciu kapłanów przygotowanych do odprawiania liturgii w tym rycie (nie licząc księży związanych z Kościołem katolickim obrządku bizantyjsko-ukraińskiego), w języku cerkiewnosłowiańskim, w tym jeden staroobrzędowiec. Głową Kościoła od tego samego roku pozostaje z powołania papieża Jana Pawła II biskup Joseph Werth, istniejące dwa egzarchaty nie mają powołanych zwierzchników. Wyznawcy Kościoła mają swoje placówki duszpasterskie w Moskwie, Sankt-Petersburgu, Omsku, Niżniewartowsku, San Francisco, Melbourne, Buenos Aires, São Paulo, Paryżu, Dublinie, Lyonie, Berlinie, Monachium, Rzymie, Mediolanie i Singapurze. Do 1997 istniała placówka w Montrealu oraz centrum kulturalne w Paryżu.

## Struktury
Kościół katolicki obrządku bizantyjsko-rosyjskiego dzieli się na dwa egzarchaty apostolskie:
- Egzarchat apostolski Rosji
- Egzarchat apostolski Harbinu (Chiny) – de facto niedziałający.